# 五彩芋
五彩芋又名彩葉芋（学名：Caladium bicolor）是天南星科彩葉芋属的植物。分布于美洲大陆、台湾以及中国大陆的云南、福建、广东等地，全株有毒（屬於有毒的草酸鈣結晶），目前已由人工引种栽培。
种名 bicolor 意为“二色的”。